# 이더리움 클래식
이더리움 클래식(Ethereum Classic)은 오픈 소스이며,  블록체인 기술 기반 분산 컴퓨팅 플랫폼을 갖춘 스마트 계약 기능이다. 이더리움 클래식은 분산된 튜링 완전 가상머신인 이더리움 가상머신을 제공한다. 이 가상머신은 국제적인 네트워크의 노드를 사용하여 스크립트를 실행한다. 이더리움 클래식은 또한 "classic ether"라는 가치가있는 토큰을 제공하는데, 이 토큰은 개인간에 양도되거나, 가상화폐 지갑에 보관 할 수 있다. 이더리움 클래식 토큰은 가상화폐 시장에서 거래 될 수 있다. 국제거래 메카니즘인 Gas는 네트워크에서 스팸을 차단해 왔다. 또한, 자원을 요청에따라서 적절하게 배분해 왔다.
이더리움 플랫폼은 두 가지 버전으로 나뉘었다. 하나는 '이더리움 클래식(Ethereum Classic)'이며 또 하나는 이더리움(Ethereum)이다. 나누어지기 전에는 단순히 이더리움(Ethereum)이라고 불렸다. 하드포크 이후, 새로운 토큰의 이름은 계속해서 이더리움이라 불리게 되었고, 예전 토큰의 이름이 이더리움 클래식이라 불리게 되었다. 이더리움 클래식은 The DAO에 관한 이더리움 설립자와의 의견 불일치의 결과로 탄생하였다. 이더리움 클래식은 이더리움 커뮤니티에서 이더리움의 하드포크를 철학적 배경에 기초하여 반대한 구성원들을 통합하였다. DAO하드포크 이전 이더리움을 보유한 사람들은(블록 1920000) 이더리움이 나누어진 이후에 같은양의 이더리움 클래식 토큰을 얻게 되었다.
이더리움 클래식은 2016년 10월 25일에 이더리움이 약 일주일 전쯤 진행했던 내부 가격 조정을 위한 기술적인 하드포크를 진행하였다. 이 하드포크의 목적은 이더리움과 이더리움 클래식에서 예전에 있어왔던 공격에 취약한 부분을 삭제하기 위함이었다. 토큰 분할은 2017년 초에 시작되었고, 2015년에 이더리움에 공격을 목적으로 삽입되었던 "bomb complexity"을 새로운 토큰을 채굴하는데 필요한 계산을 기하급수적으로 늘림으로서, 지연하는데 성공하였다. 또한 2017년 말에는 비트코인과 유사하게 토큰 전체양을 제한하는 하드포크를 진행하였다.

## 역사
2016년 5월, 이더리움을 기반으로하는 벤처 자본인 The DAO는 이더리움스마트 계약을 이용한 계획에 투자하는 의도를 가지고 약 1억6천8백만 달러를 투자받는데(이더리움의 시가 총액) 성공하였다. 같은 달에는 The DAO는 이더리움의 보안 취약 보고서를 방행하였다. 6월에는 The DAO의 계좌에 있는 360만이더리움(대략5천만 달러)이 한달전인 5월에 발생한 보안취약점을 악용하여 무단으로 타인의 계좌로 옮겨졌다. DAO와 이더리움 커뮤니티 구성원들은 이 문제를 해결하기위한 해결책을 찾기위해 토론하였다.2016년 7월에 이더리움의 하드포크에 관한 투표가 이루어졌다.
이더리움 클래식은 이더리움 커뮤니티에 있는 몇몇 회원의 블록체인은 변화하지 않는다는 원리 즉, '불변성'의 원리를 주장하면서 기존의 이더리움이 업그레이드 되는것을 거절하면서 나타나게 되었다.
이더리움 클래식은 2016년 10월 25일에 이더리움이 약 일주일 전쯤 진행했던 내부 가격 조정을 위한 기술적인 하드포크를 진행하였다. 하드포크의 목적은 더욱더 합리적인 가격과 이더리움 클래식에 한달동안 서비스 거부 공격을 가했던 해컨들의 이익을 줄이기위한 입출력
명령어이다. 2017년도 초에 진행된 하드포크는 2015년 10월에 이더리움 코드에 추가된 소위 "difficulty bomb"을 지연하는데 성공하였다. "difficulty bomb" 이란 이더리움을 채굴하는데 있어서 새로운 상호작용 블록들이 추가되어, 난이도나, 그 과정이 기하급수적으로 증가하는 것을 의미한다. 이더리움 클래식을 여전히 지지하는 사람들은 블록체인의 불변성과 '코드가 즉 법'이라는 의견을 주장한다. 이더리움 클래식의 비판가들은 이더리움 클래식을 사기라고 비난하였고, 지적재산권을 훔치기위한 잠재적인 도둑이라고 표현하였다. 그러나 이더리움 클래식은 여전히 이더리움을 보유하고있는 사람들을 사용자로 보유하고있으며, 철학적인 이유로 다른 가상화폐의 변화를 거부하는 사람들에게 매력적인 가상화폐이다. 그러나, 이더리움 클래식은 공식적으로 Ethereum Foundation에서 지원하지 않는다.
2017년 6월에, 이더리움 클래식 공식트위터에는 이더리움 클래식의 가상화폐 지갑이 취약했었다는것을 믿는 이유에 관한 글을 게시하였다. 이더리움 클래식 개발진들은 인터넷 보안업체인 CloudFlare와 함께 보안을 증진하기 위해서 협업중이다.

## 연혁
| 출시일           | 코드 이름              | 이정표 및 하드 포크 |
| ---------------- | ---------------------- | --- |
| 2015 7월 30일    | Frontier               | Ethereum Genesis block 출시. |
| 2016 3월 14일    | Homestead              | 2번째 주요 이더리움 클래식 플랫폼의 출시. |
| 2016년 10월 25일 | GasReprice             | 이더리움과 이더리움 클래식에 영향을 줄 수 있는 Dos 공격을 방지하고자 가격 재설정.                                                                           |
| 2017년 1월 14일  | Die Hard               | 다이하드 프로토콜 업그레이드로 1월 15일 3,000,000번째 블록에서 하드포크를 시행하였다. 주요 내용은 난이도 폭탄 지연과 가격 조정,반복적인 공격의 취약점 보완. |
| 2017년 12월 11일 | Monetary policy change | 제한량 없는 통화 정책을 비트코인 과 유사한 제한있는 통화정택으로 변화(약 210만 코인).                                                                       |